# Ajn al-Fawwar
Ajn al-Fawwar (arab. عين الفوار) – wieś w Syrii, w muhafazie Hims. W 2004 roku liczyła 623 mieszkańców.